# 岸和田羊一
岸和田 羊一（きしわだ よういち、1955年1月3日 - ）は、日本の裁判官。法務省広島法務局訟務部長、福岡高等裁判所部総括判事等を経て、福岡家庭裁判所長。

## 人物・経歴
大分県国東市出身。九州大学法学部卒業。福岡地方裁判所判事補、法務省広島法務局訟務部長（検事）、福岡地方裁判所部総括判事、福岡地方裁判所小倉支部長、長崎地方裁判所長、福岡高等裁判所部総括判事等を経て、2018年から福岡家庭裁判所長を務め、成年後見制度の不正防止に取り組むなどした。

## 裁判
- 母親らから虐待を受けていた長崎県の女児が、児童相談所が保護を怠ったとして慰謝料を請求した事件で、児童相談所の対応に問題はなかったとして、訴えを棄却した[3]。